# Harry Shum junior

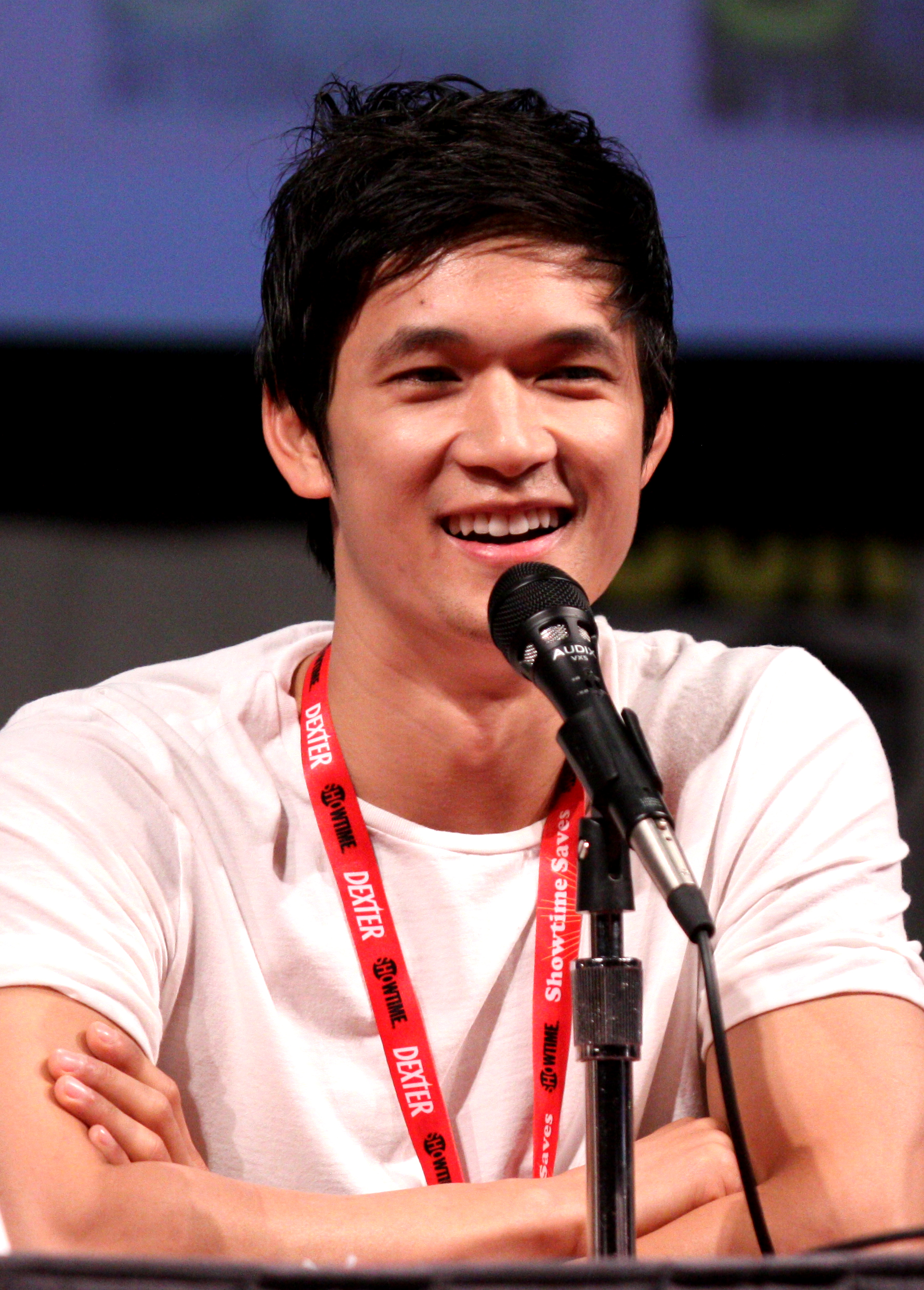
Harry Shum Jr. (2011)

Harry Shum junior (* 28. April 1982 in San José) ist ein costa-ricanischer Schauspieler und Tänzer.

## Karriere
Shums Eltern stammen aus Guangzhou (Kanton) im Süden Chinas und wanderten aus wirtschaftlichen Gründen nach Costa Rica aus, wo er und seine beiden älteren Schwestern geboren wurden. Als Shum sechs Jahre alt war, zog die Familie nach San Francisco in die Vereinigten Staaten um.
Harry Shum trat ab 2004 in Tanzfilmen wie Stomp the Yard und Street Style sowie in der Rolle des Cable in Step Up to the Streets und dessen Fortsetzung Step Up 3D auf.
Von 2009 bis 2015 spielte er in der US-amerikanischen Serie Glee den Schüler Mike Chang. Zusammen mit der restlichen Glee-Besetzung wurde Shum mit dem Screen Actors Guild Award 2010 als Bestes Schauspielensemble in einer Comedyserie ausgezeichnet. In den Jahren 2011, 2012 und 2013 folgten Nominierungen in dieser Kategorie.
2010 tanzte er im Musikvideo Higher von The Saturdays.
Von 2016 bis 2019 spielte er in der auf den Büchern von Cassandra Clare basierenden Fernsehserie Shadowhunters den bisexuellen Hexenmeister Magnus Bane.

## Privates
Im November 2015 heiratete Harry Shum junior in Costa Rica die Schauspielerin Shelby Rabara, mit der er ab Oktober 2014 verlobt war. Am 11. November 2018 gab das Paar bekannt, dass sie ihr erstes gemeinsames Kind erwarten.

## Filmografie
- 2003: Boston Public (Fernsehserie, Folge 3x16 Harter Entzug)
- 2004: Street Style (You Got Served)
- 2005: Committed (Fernsehserie, Folge 1x03)
- 2007: Stomp the Yard
- 2007: High School Musical 2 Dance-Along (Fernsehfilm)
- 2007: Viva Laughlin (Fernsehserie, Folge 1x01)
- 2008: News Movie (The Onion Movie)
- 2008: Zoey 101 (Fernsehserie, Folge 4x01 Schlechtes Timing)
- 2008: Step Up to the Streets (Step Up 2: The Streets)
- 2008: The American Mall (Fernsehfilm)
- 2008: Rita Rockt (Rita Rocks, Fernsehserie, Folge 1x04 Jungbrunnen)
- 2008: Greek (Fernsehserie, 3 Folgen, verschiedene Rollen)
- 2008: Center Stage 2 (Center Stage: Turn It Up)
- 2008: iCarly: Trouble in Tokio (iGo to Japan, Fernsehfilm)
- 2009–2015: Glee (Fernsehserie, 76 Folgen)
- 2010: Our Family Wedding
- 2010: The LXD: The Uprising Begins (LXD: The Uprising Begins)
- 2010: Step Up 3D
- 2010–2011: LXD – Legion der außergewöhnlichen Tänzer (The LXD: The Legion of Extraordinary Dancers, Fernsehserie, 9 Folgen)
- 2012: White Frog … Kraft unserer Liebe (White Frog)
- 2013: Mortal Kombat: Legacy (Webserie, 2 Folgen)
- 2014: Caper (Fernsehserie, 9 Folgen)
- 2014: Mom’s Night Out
- 2014: Revenge of the Green Dragons
- 2015: Fire City: End of Days
- 2016: Crouching Tiger, Hidden Dragon: Sword of Destiny
- 2016: Single by 30 (Miniserie, 8 Folgen)
- 2016–2019: Shadowhunters (Fernsehserie, 53 Folgen)
- 2018: Crazy Rich (Crazy Rich Asians)
- 2019: Escape Plan 3: The Extractors
- 2019: Burn – Hell of a Night (Burn)
- 2019: Heart of Life (Fernsehfilm)
- 2019–2020: Tell Me a Story (Fernsehserie, 4 Folgen)
- 2020: Awkwafina Is Nora from Queens (Fernsehserie, Folge 1x08)
- 2020: All my Life – Liebe, als gäbe es kein Morgen (All My Life)
- 2021: Broadcast Signal Intrusion
- 2021: Love Hard
- 2021: Christmas Delivery
- 2022: Everything Everywhere All at Once
- seit 2022: Grey’s Anatomy
- 2023: Station 19 (Fernsehserie, Folge 6x07)